# Загорська Меланія Овдіївна
Меланія Овдіївна Ходот, у шлюбі Загорська (1837—1900) — українська співачка, дворянка.

## Біографія
Народилася у 1837 році в с. Покошичі Чернігівської губернії (нині — Коропський район Чернігівської області) у родині Ходотів.
З дитинства почала співати народні пісні. Раніше вважалося, що у віці 16 років вступає в шлюб з поміщиком-удівцем з с. Авдіївка Сосницького повіту (нині Новгород-Сіверський район Чернігівської області). Зачарований співом Меланії, чоловік вивозить молоду дружину до Чернігова. Проте, як встановила за метричними книгами дослідниця Станіслава Мельник-Орехович, Меланія Авдіівна вінчалася 6 лютого 1857 р. у с. Покошичі: дворянці Меланіі Ходот було повних 19 літ, а дворянину Миколі Григоровичу Загорському 23 роки.
Завдяки фінансовим можливостям чоловіка Меланія вступає до Київської консерваторії. За свідченням сучасників, вона з особливою любов'ю популяризувала пісні Чернігівщини.
Композитор Микола Лисенко занотував з голосу Загорської багато пісень. 27 пісень з її голосу в записі увійшли до 3-го випуску його «Збірника українських пісень». Про творчі контакти Лисенка і співачки Загорської розповідали у своїх працях відомі українські музикознавці — Дмитро Ревуцький і Климентій Квітка.
Після завершення консерваторії співачка працювала у Чернігівському драматичному театрі. Зокрема, у Чернігові вона першою виконала роль Наталки в опері Лисенка за твором Івана Котляревського «Наталка Полтавка». Казковий голос Загорської зачарував фольклориста і етнографа Опанаса Маркевича.
Вважається, що Маркевич і Загорська одружилися і мали двох спільних дітей. Хоча про шлюб — тільки чутки, як і про спільних дітей, але Меланія дійсно турбувалася про хворого на туберкульоз Маркевича.
Померла співачка не 1891 року, як вважалося раніше, а 1900. Запис з метричної книги м. Понорниці: «Дворянка Понорницы Мелания Авдеевна Загорская в 64 года умерла 31 декабря 1900 года, погребена 2 января 1901 года; причина смерти — инфлюэнца (іншими словами — грип)».